# Eurycoma
Eurycoma là một chi nhỏ gồm 4 loài thực vật có hoa trong họ Simaroubaceae, xuất hiện chủ yếu ở vùng nhiệt đới Đông Nam Á.

## Danh sách loài
- Eurycoma apiculata Benn.
- Eurycoma harmandiana Pierre
- Eurycoma latifolia Ridl.
- Eurycoma longifolia Jack